# Anguiano
Anguiano es un municipio de la Rioja Alta, ubicado en la comarca del Alto Najerilla, en la comunidad autónoma de La Rioja (España). Situado en la cuenca del río Najerilla, con una población de 524 habitantes y una superficie de 90,89 km2. 
Este pueblo está formado por tres barrios: Mediavilla, Eras y Cuevas. Mediavilla es el barrio más grande, y donde se encuentran el Ayuntamiento, la Iglesia parroquial de San Andrés y numerosas Casas Hidalgas. 
Cuevas es un barrio tradicionalmente ganadero en el que se encuentra la Iglesia de San Pedro, este barrio está separado de Mediavilla por el Río Najerilla y se une a través del puente de Madre de Dios. 
Respecto a Eras, es un barrio agrario y ganadero, en él también se encuentran varias Casas Hidalgas y la mayoría de los pajares del pueblo; está separado de Mediavilla por el barranco de Aidillo, que antiguamente sólo se podía atravesar por el puente de la Puentecilla.
Es famoso por la celebración de los danzadores de zancos, de la que se dice que es la tradición folclórica más antigua de La Rioja.

## Toponimia
Aunque no está del todo esclarecido el origen etimológico de Anguiano, podría venir del euskera, con el significado de «colina del pasto acotado».

## Historia
Anguiano es nombrado por primera vez a principios del siglo XI en el famoso fuero de Nájera con el nombre de "Anguidano", por el rey Don Sancho el Mayor. Las escrituras hablan de la concesión de comunidad de pastos concedida al monasterio de Valvanera por el Rey Don Alonso VI en el año de 1092, y se nombra a Anguiano con el nombre de hoy en día, sin alteraciones. En el fuero de Nájera creyeron que era más sonoro el nombre en latín y por ello le nombraron como la villa de Anguidano.
En dicha escritura de concesión de comunidad de pastos se citan diversas villas como la de Matute, Tobía, Villanueva (hoy en día desaparecida), la Matriz y otros lugares como la Granja de Matute, convento que perteneció al Monasterio de Valvanera y que hoy se encuentra en ruinas.
Desde 1366, cuando se constituye el Señorío de Anguiano, hasta 1502, cuando este pasa definitivamente a manos de Valvanera, la villa de Anguiano estuvo constantemente disputada entre la casa nobiliaria de los Manrique de Lara y el monasterio de Valvanera.
Anguiano perteneció al monasterio de Valvanera desde el 29 de noviembre de 1502, fecha en la que se dio sentencia en la Chancillería de Valladolid acerca del señorío de la villa de Anguiano, en favor del monasterio de Valvanera y en contra de: Juan de Leiva, Capitán de sus Altezas, cuya casa y lugar es Leiva y Pero Manrique cuya villa es la de Ezcaray. La sentencia fue ratificada el 28 de abril de 1506.
Anguiano junto con su granja de Villanueva pasó a ser villa realenga en 1662, por la compra de sus vecinos a Valvanera, pasando a pertenecer al partido de Santo Domingo de la Calzada en la provincia de Burgos. En 1833, con la creación de la provincia de Logroño pasará a pertenecer a esta.
En 1649 nace en Anguiano el fraile Mateo Anguiano (nacido Juan García), el cual escribiría numerosos libros, entre ellos el Compendio Historial de la provincia de La Rioja, publicado en 1701, una de las obras históricas más importantes de la región.
En un punto situado entre los años 1790 y 1801, Anguiano se integra junto con otros municipios riojanos en la Real Sociedad Económica de La Rioja, la cual era una de las sociedades de amigos del país fundadas en el siglo XVIII conforme a los ideales de la ilustración.

## Geografía humana

### Demografía
En las adiciones al censo de la población de Castilla en el siglo XVI, está Anguiano en la tierra de Briones empadronado por 385 vecinos y 1925 almas (que actualmente es a lo que llamamos habitantes).
En el Catastro del Marqués de la Ensenada de la provincia de Burgos, en 1751, contaba con 381 casas habitables, 93 eran inhabitables, estando censados 329 vecinos, 69 viudas y 10 moradores. Por lo que tendría una población estimada de 1724 habitantes.
En el censo de 1833 de la provincia de Logroño, Anguiano está constituido por 314 vecinos y 1386 almas.
Actualmente cuenta con una población de 488 habitantes (INE 2024).
| Gráfica de evolución demográfica de Anguiano entre 1842 y 2023                                                        |
| |
| Población de derecho según los censos de población del INE. Población de hecho según los censos de población del INE. |

A mediados del siglo XV, aumenta su población al emigrar la totalidad de los habitantes del barrio de "Las Cuevas" de Villanueva a esta localidad.
Entre 1870 y 1871, crece el término del municipio porque incorpora una parte de la jurisdicción de Villanueva de Matute.

### Población por núcleos
Desglose de población según el Padrón Continuo por Unidad Poblacional del INE. El INE diferencia dos unidades poblacionales, la localidad de Anguiano (englobando los tres barrios) y los diseminados, entre los que se encuentra el Monasterio de Valvanera compuesto por una pequeña comunidad de monjes de la Orden del Verbo Encarnado, y la población dispersa por el municipio, en las zonas conocidas como "La Venta", "La Pedrosa" o "Balagué".
| Núcleos                                           | Habitantes (2020) | Varones | Mujeres | Notas                                                                              |
| ------------------------------------------------- | ----------------- | ------- | ------- | ---------------------------------------------------------------------------------- |
| Anguiano                                          | 465               | 253     | 212     |                                                                                    |
| Barrio de Cuevas                                  | 0                 | 0       | 0       | No se determina su población por separado de Anguiano en el INE                    |
| Villanueva de Anguiano o Las Cuevas de Villanueva | 0                 | 0       | 0       | Despoblado en el siglo XV.                                                         |
| Monasterio de Valvanera                           | 5                 | 5       | 0       |                                                                                    |
| Diseminados                                       | 24                | 18      | 6       | La mayor parte de la población diseminada se encuentra en el entorno de "La Venta" |

## Administración
| Periodo   | Nombre                                           | Partido                                                |
| --------- | ------------------------------------------------ | ------------------------------------------------------ |
| 1979-1983 | Alejandro Sedano Llaría/ Mariano Romero Llaría   | UCD                                                    |
| 1983-1987 | Fernando Castro Hernández/ Daniel Hernáez García | AP/ PSOE                                               |
| 1987-1991 | Eduardo Hernández Vergara/ Gregorio Sáenz López  | Agrupación Independiente de Electores de Anguiano/ PRP |
| 1991-1995 | Alejandro Sedano Llaría                          | PP                                                     |
| 1995-1999 | Luis López Rubio                                 | PP                                                     |
| 1999-2003 | Luis López Rubio                                 | PP                                                     |
| 2003-2007 | Ángel Romero Muñoz                               | PR                                                     |
| 2007-2011 | Ángel Romero Muñoz                               | PR                                                     |
| 2011-2015 | Gerardo Sobrón Almoguera                         | PP                                                     |
| 2015-2019 | Gemma López Hernáez                              | PSOE                                                   |
| 2019-2023 | Gemma López Hernáez                              | PSOE                                                   |
| 2023-act. | Gemma López Hernáez                              | PSOE                                                   |

Tras las elecciones de 2007 el Ayuntamiento de Anguiano se compone así:
| Partido                                                           | Concejales | Portavoz                              |
| ----------------------------------------------------------------- | ---------- | ------------------------------------- |
| Partido Riojano Partido Popular Partido Socialista Obrero Español | 3 2        | Ángel Romero José Neila Marcos García |

Como se puede observar en el cuadro el PR es el partido con mayor número de concejales pero no llega a la mayoría absoluta por lo que durante toda la legislatura ha necesitado del apoyo del PP para gobernar el municipio, quedando así el PSOE en la oposición.
Tras las elecciones municipales del 22 de mayo de 2011 el PSOE ganó las elecciones, con 3 votos de diferencia el PR pasó a ser la segunda fuerza y el PP pasó a ser la tercera fuerza política, pero tras un pacto PP-PR, Gerardo Sobrón (candidato popular) y por tanto tercera fuerza, pasó a ser alcalde de Anguiano con los votos regionalistas. El ayuntamiento se compone así:
| Partido                                                           | Concejales | Portavoz                                |
| ----------------------------------------------------------------- | ---------- | --------------------------------------- |
| Partido Riojano Partido Popular Partido Socialista Obrero Español | 3 1 3      | Ángel Romero Gerardo Sobrón Gemma López |

En las elecciones del 24 de mayo de 2015, el PSOE gana por mayoría absoluta por lo que Gemma López se convierte en alcaldesa. El ayuntamiento se conforma así:
| Partido                                                           | Concejales | Portavoz                                |
| ----------------------------------------------------------------- | ---------- | --------------------------------------- |
| Partido Riojano Partido Popular Partido Socialista Obrero Español | 2 1 4      | Ángel Romero Gerardo Sobrón Gemma López |

La comparativa con el resto de elecciones municipales en relación de votos y porcentajes, desde 1987 es:
| Fecha                                                     | 26 de mayo de 2019 | 26 de mayo de 2019 | 22 de mayo de 2015 | 22 de mayo de 2015 | 22 de mayo de 2011 | 22 de mayo de 2011 | 27 de mayo de 2007 | 27 de mayo de 2007 | 25 de mayo de 2003 | 25 de mayo de 2003 | 13 de junio de 1999 | 13 de junio de 1999 | 28 de mayo de 1995 | 28 de mayo de 1995 | 26 de mayo de 1991 | 26 de mayo de 1991 | 10 de junio de 1987 | 10 de junio de 1987 |
| Concepto                                                  | Total              | %                  | Total              | %                  | Total              | %                  | Total              | %                  | Total              | %                  | Total               | %                   | Total              | %                  | Total              | %                  | Total               | %                   |
| --------------------------------------------------------- | ------------------ | ------------------ | ------------------ | ------------------ | ------------------ | ------------------ | ------------------ | ------------------ | ------------------ | ------------------ | ------------------- | ------------------- | ------------------ | ------------------ | ------------------ | ------------------ | ------------------- | ------------------- |
| Censo de electores                                        | 459                | 100,0              | 488                | 100,0              | 479                | 100,0              | 683                | 100,0              | 517                | 100,0              | 759                 | 100,0               | 643                | 100,0              | 652                | 100,0              | 658                 | 100,0               |
| Participación                                             | 314                | 68,41              | 368                | 76,83              | 410                | 85,59              | 456                | 66,76              | 459                | 88,78              | 499                 | 65,75               | 504                | 78,38              | 474                | 72,8               | 491                 | 74,62               |
| Votos a PP                                                | 0                  | 0                  | 59                 | 16,30              | 62                 | 15,20              | 152                | 33,63              | 185                | 40,66              | 267                 | 56,33               | 249                | 50,51              | 205                | 44                 | 0                   | 0                   |
| Votos a PSOE                                              | 209                | 78,57              | 183                | 50,55              | 174                | 42,65              | 108                | 23,89              | 102                | 22,42              | 63                  | 13,29               | 109                | 22,11              | 147                | 31,55              | 187                 | 39,6                |
| Votos a PR                                                | 57                 | 21,43              | 117                | 32,32              | 171                | 41,91              | 187                | 41,37              | 166                | 36,48              | 132                 | 27,85               | 129                | 26,17              | 110                | 23,61              | 60                  | 12,58               |
| Votos a Agrupación Independiente de Electores de Anguiano | 0                  | 0                  | 0                  | 0                  | 0                  | 0                  | 0                  | 0                  | 0                  | 0                  | 0                   | 0                   | 0                  | 0                  | 0                  | 0                  | 225                 | 47,17               |
| Alcalde resultante                                        | Gemma López        | Gemma López        | Gemma López        | Gemma López        | Gerardo Sobrón     | Gerardo Sobrón     | Ángel Romero       | Ángel Romero       | Ángel Romero       | Ángel Romero       | Luis López          | Luis López          | Luis López         | Luis López         | Alejandro Sedano   | Alejandro Sedano   | Eduardo Hernández   | Eduardo Hernández   |

## Monumentos

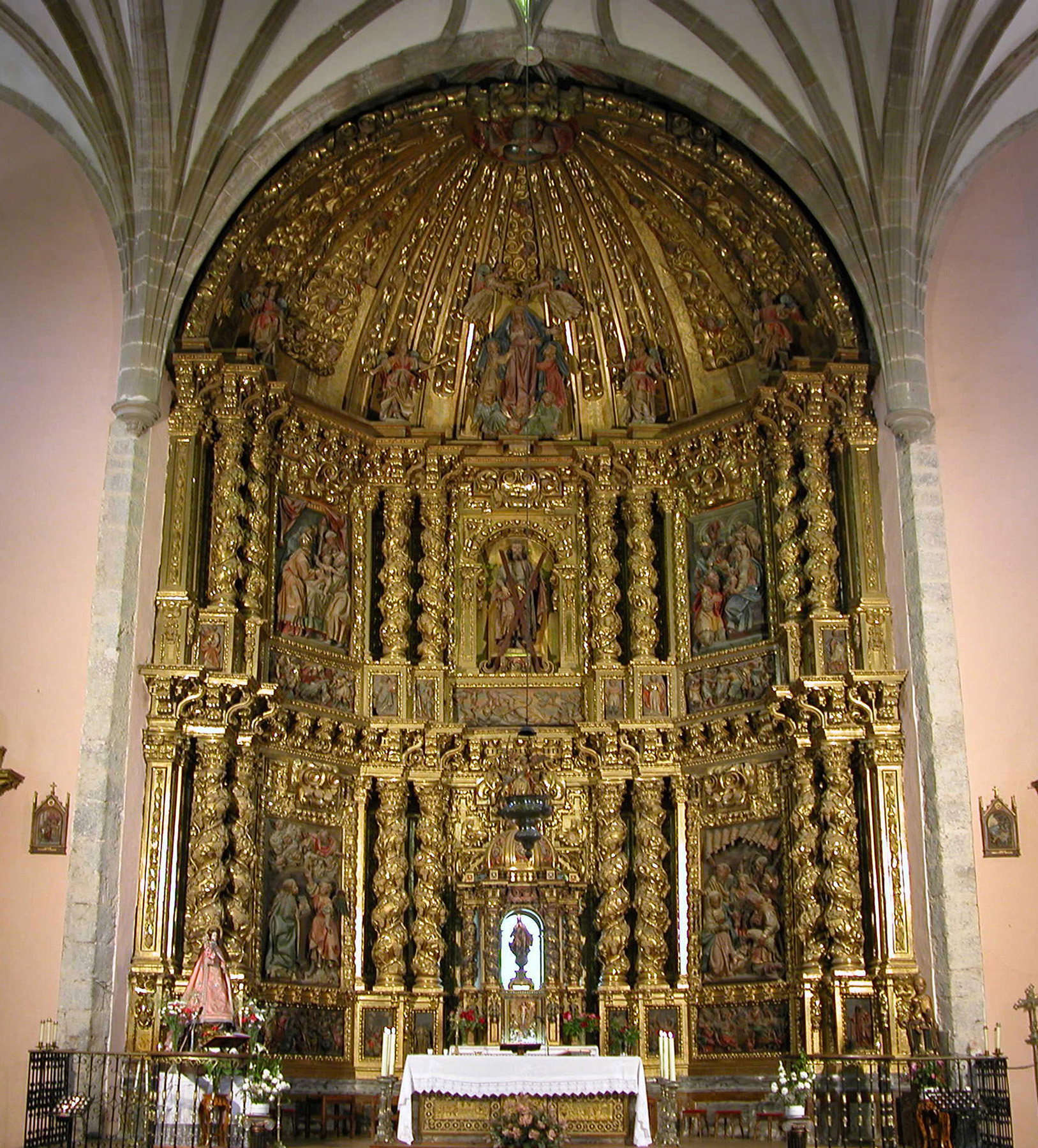
Retablo de la Iglesia de San Andrés

- Iglesia parroquial de San Andrés: Declarada Bien de Interés Cultural en la categoría de Monumento el 15 de enero de 1982.[9] Es una construcción de sillarejo y mampostería que consta de tres naves de planta cuadrangular cubiertas con bóveda de crucería estrellada, torre al sur y portada clasicista y coro bajo a los pies. Destaca en su interior el retablo barroco del altar mayor. Inició su construcción hacia 1546 Juan Pérez de Solarte. El retablo mayor, obra barroca, lo realizó entre 1672 y 1686 Diego de Ichaso Eztala Urrutia, casado con Magdalena de Urrutia, natural de Anguiano. El retablo está formado por dos cuerpos en res calles y ático en horno, con salomónicas pareadas. La imaginería coetánea es obra de Pedro de Oquerruri representa con abundancia de tallas, relieves y símbolos, toda una letanía de Santos, escenas evangélicas y virtudes cristianas.

- Iglesia de San Pedro de Cuevas: El edificio fue construido entre los siglos XV y XVI; es de planta rectangular y consta de nave de dos tramos y cabecera con cubierta de bóvedas de crucerías estrelladas. Dispone de sacristía adosada al mediodía de la cabecera; a los pies, coro alto y torre de dos plantas situada al oeste, cuyo último cuerpo sirve de baptisterio y se cubre con crucería sencilla.

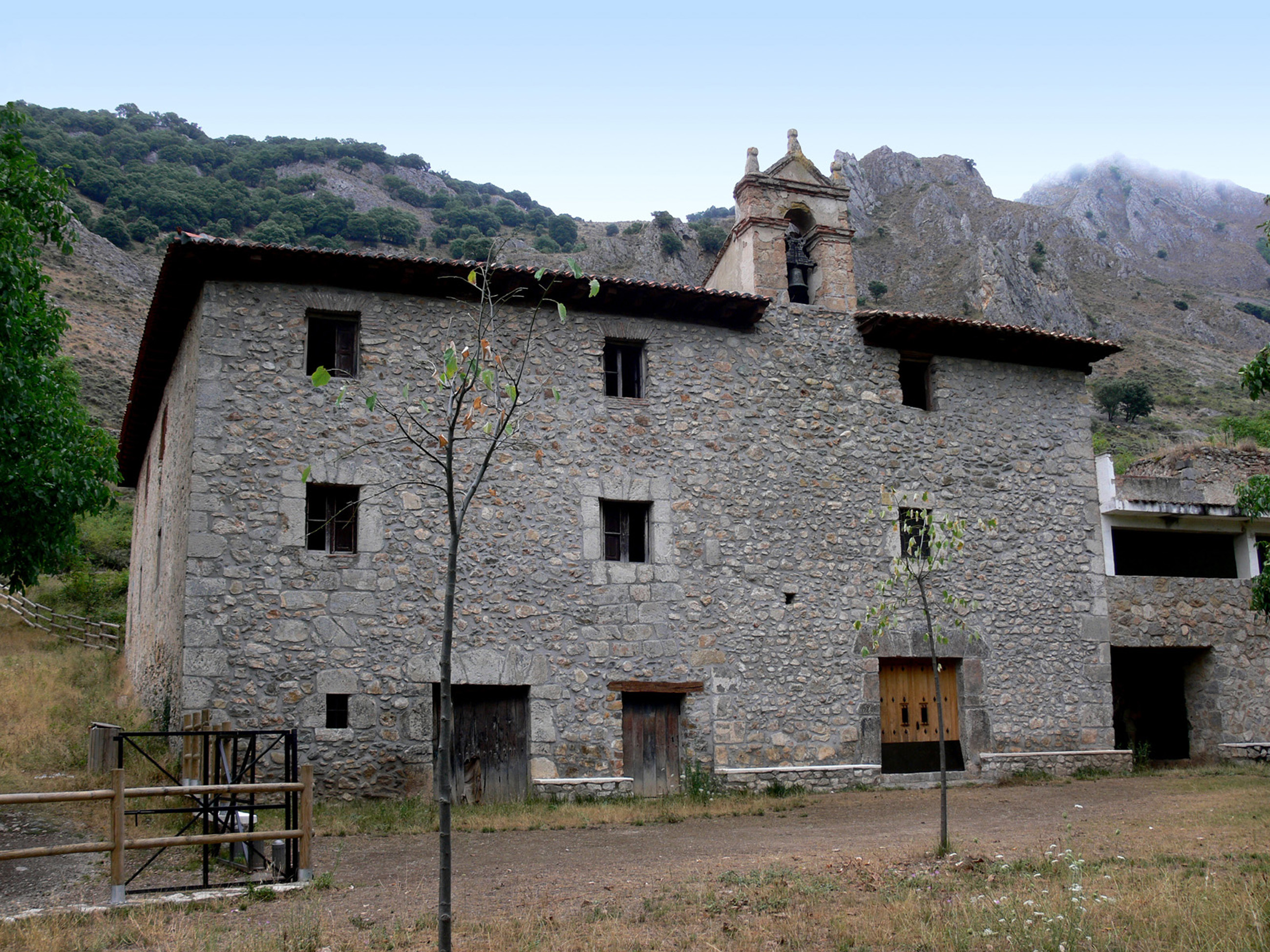
Ermita de Santa María Magdalena

- Ermita de Santa María Magdalena: Incoado expediente como Bien de Interés Cultural en la categoría de Monumento el 20 de junio de 1984.[10] Ermita del siglo XVIII es un edificio de estilo barroco de una nave de tres tramos, capilla mayor cuadrangular, cabecera ochavada de tres paños y sacristía cubierta con bóveda de cañón. En dicha ermita se encuentra la Santa durante 8 meses del año, desde septiembre que se sube en Gracias hasta mayo que se baja a la Iglesia.

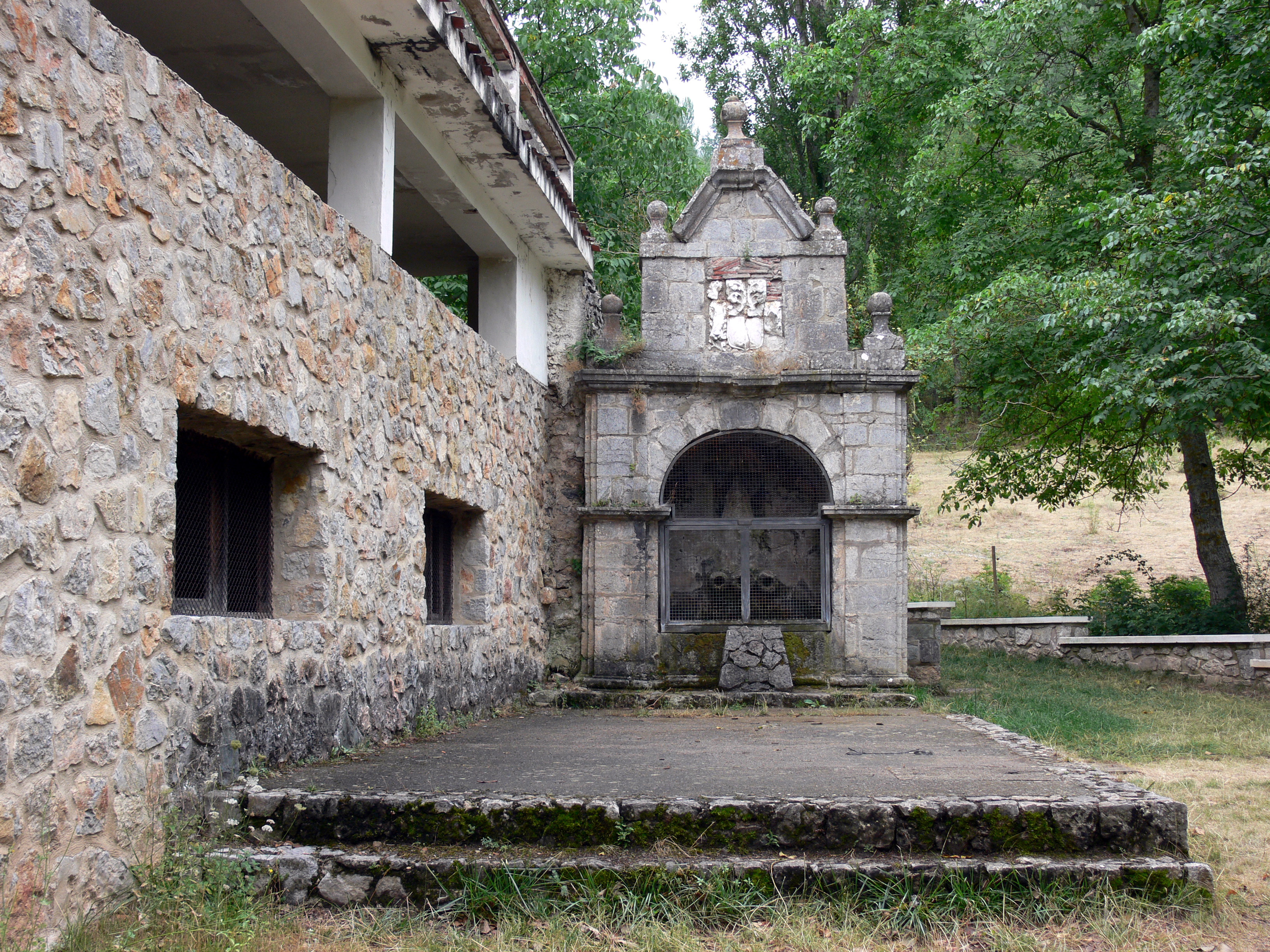
La fuente intermitente

- Fuente Intermitente: Fuente de caudal variable, situada al lado de la ermita de la Magdalena que está constituida por un templete en forma de arco de medio punto entre pilastras y segundo cuerpo piramidal. En este segundo cuerpo hay un escudo y en el bajo una imagen de la Santa en alabastro. La Fuente es del siglo XVII. Tiene cuatro pisos de caños a distinto nivel: 5 caños en el piso inferior, 4 caños en el segundo piso, 3 en el tercero y 3 de boca más ancha en el cuarto lo que constituyen un total de 15 caños. Lo sorprendente de esta fuente es que es intermitente, es decir que varía constantemente el nivel de agua, por lo que va aumentando y disminuyendo el número de caños por los que mana agua. Dependiendo de la época del año la cantidad de agua del acuífero varía, este caudal llena un sifón natural que cuando se completa rebosa y se vacía, dando lugar a la crecida, en función de la cantidad de agua del acuífero este fenómeno se puede producir desde cada hora a únicamente un par de veces al día.

- Puente de Madre de Dios: Puente sobre el río Najerilla, del siglo XVIII que une los barrios de Mediavilla y Cuevas. Este puente es uno de los más espectaculares de La Rioja por su escarpado enclave ya que el río fluye 30 m abajo. El puente consta de un solo arco de unos 12 m de luz sobre la roca natural en ambas márgenes de esta profunda garganta.

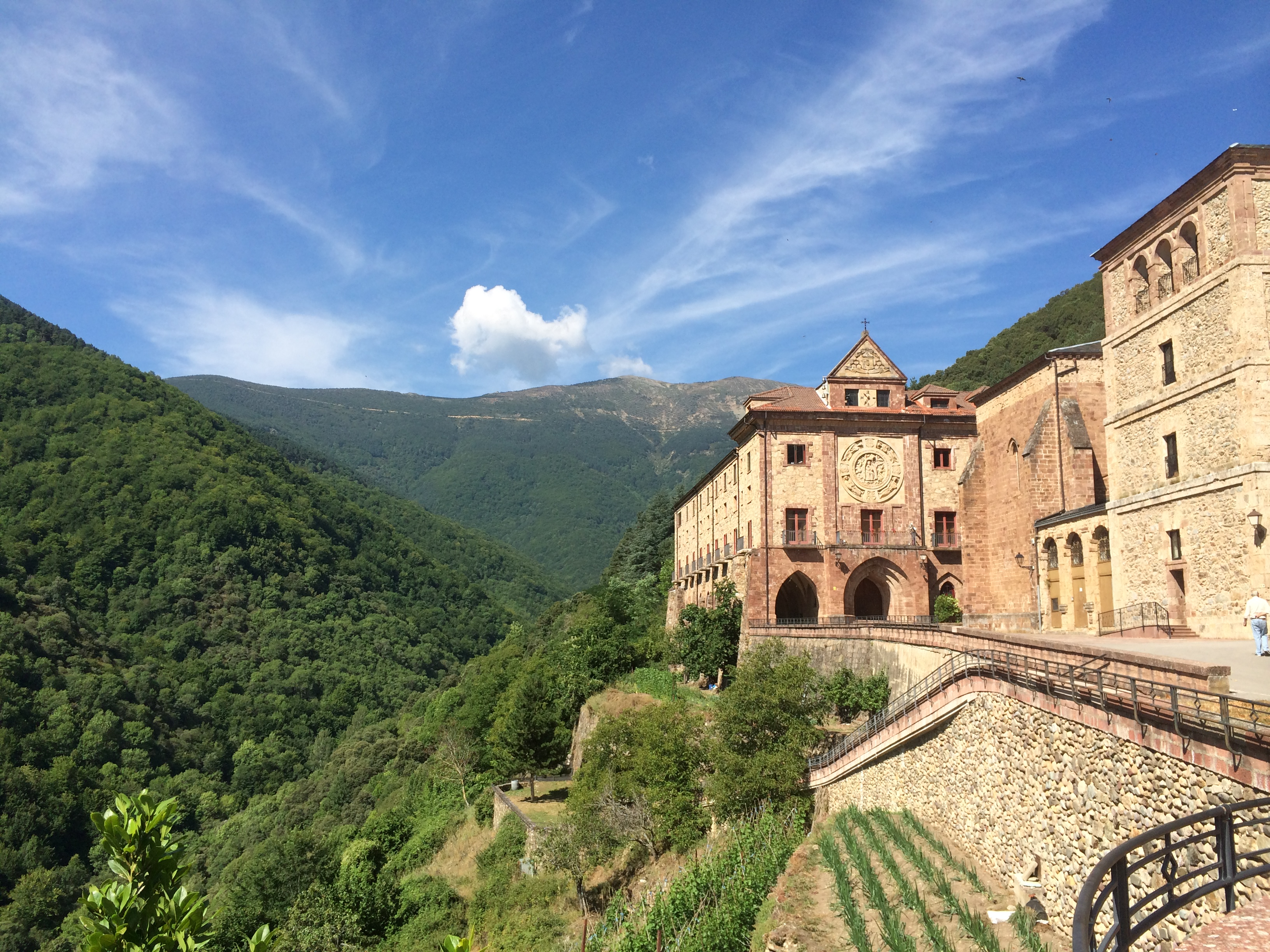
Monasterio de Valvanera

- Monasterio de Valvanera: Declarado Bien de Interés Cultural en la categoría de Monumento el 11 de abril de 2003.[11] El Monasterio de Valvanera se encuentra a 17 km de la villa de Anguiano (dentro de su término municipal), por la margen izquierda del río Najerilla. De acuerdo con unos documentos que datan del siglo XI, el monasterio fue levantado en tiempos del rey visigodo Leovigildo. En el año 1072, Sancho el de Peñalén hizo significativas donaciones al monumento. En 1092 Alfonso VI le otorgó comunidad de pastos conjuntamente con Matute, Tobía, Anguiano, Nájera y el valle de Ojacastro. En tiempos de la guerra de la Independencia, el templo fue saqueado por las huestes de Napoleón. Algunos años más tarde, en 1839, fue abandonado por los monjes benedictinos a raíz de la Desamortización de los bienes eclesiásticos protagonizada por Mendizábal. En 1885 volvieron los monjes una vez se hubo restaurado el monasterio. La imagen de la Virgen, cuya talla de estilo románico data del siglo XII, ha sido ampliamente reformada a lo largo de los siglos. La actual traza arquitectónica data de 1949. Un año más tarde se inauguró la hospedería. Los monjes han aprovechado la abundante vegetación que les rodea para elaborar el famoso y medicinal Licor de Valvanera, conocido por su exquisito sabor. La Virgen de Valvanera ha jugado un destacado papel en la historia de la región, siendo la Santa patrona de La Rioja. El interior de la iglesia conserva un claro estilo gótico del siglo XV. En la biblioteca hay que destacar, entre numerosos libros y manuscritos que tienen un gran valor histórico-artístico, un códice miniado perteneciente al siglo X.

- Cuesta de los Danzadores: Calle empedrada en el centro del pueblo que comunica la Iglesia con la Plaza Mayor, por esta cuesta se tiran los danzadores en la Magdalena y en Gracias.

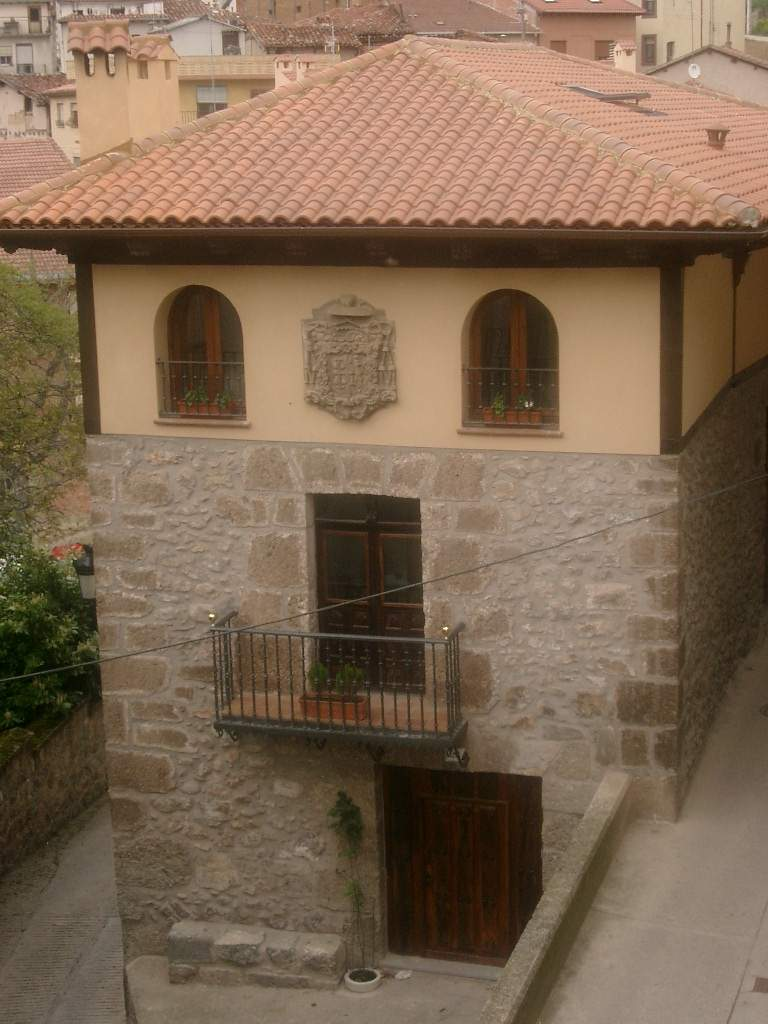
Una casona de Anguiano

- Casonas Nobles e Hidalgas: Abundan en la localidad por lo que se deduce la importancia de la villa en el pasado. Estas casonas son de piedra de sillar y mampostería y suelen contener entradas con arcos de medio punto o cuadradas de gran belleza. La mayoría de estas casas tienen escudos del siglo XVII.

## Monumentos desaparecidos
- Santa Escuela de Cristo: Aunque por desgracia, ya ha desaparecido el edificio (derruido a principios de siglo XXI), al lugar que ocupaba se le sigue llamando de la misma manera. Este era un edificio sencillo de mampostería que servía de lugar de reunión y culto a la Hermandad de la Venerable y Santa Escuela de Cristo de Anguiano.
- Ermita de Santo Tomás: Antigua ermita existente en el barrio de Eras, la primera vez que aparece documentada fue en 1551, en un informe de inspección del obispado de Calahorra a sus parroquias, conocido como “Libro de Visita del licenciado Martín Gil”. Se cree que se situaba junto a la fuente de la Calle del Carmen de Eras, y era por tanto el lugar de culto particular de los habitantes de Eras, a pesar de compartir parroquia con Mediavilla.
- Ermita de Madre de Dios: Antigua ermita existente junto al puente de Madre de Dios, que le debe el nombre, antes de pasar al barrio de Cuevas. Actualmente se usa como almacén.
- Ermita del Dulce Nombre de Jesús: Coloquialmente, "del Jesús" o "del Niño Jesús", se localizaba frente a la de Madre de Dios. Se tiene constancia de su existencia hasta finales del siglo XIX cuando se construyó la carretera, que la bordeaba por la parte de arriba, instalándose en el edificio, una vez desacralizada y durante unos años, un taller de palas.
- Ermita de San Miguel: Se ubicaba al sur, próxima a la carretera que conduce al monasterio de Valvanera y en el solar donde se levantó el primer frontón, desde hace años en desuso y contiguo ahora al edificio del Centro Comarcal de Medio Ambiente. Junto al frontón hay una caseta que durante años albergó una talla del santo, sin que se conozca su paradero. La ermita ha dejado constancia de su existencia en el topónimo del camino que desde el puente de Madre de Dios conduce a esa zona.
- Palacio de Cuevas: Perteneció al monasterio de Valvanera y servía de centro administrativo de su señorío de Anguiano al igual que las instalaciones que tenía en otras posesiones (San Cristóbal de Tobía o la Granja de Villanueva, que aún conserva unas espléndidas ruinas). Se ubicaba en la manzana oeste de la plaza Sol, antes Campo, disponiendo de alojamientos para monjes y criados, almacenes y una capilla en su extremo sur. Tras la desaparición del señorío a partir de 1660 pasó a propiedad municipal y  su huerto trasero se convirtió en una gran era comunitaria, vendiéndose con el tiempo una parte del conjunto. Actualmente  el edificio lo ocupan viviendas particulares y la nueva escuela de todo el pueblo, operativa desde 2009, que se levantó en el extremo norte sobre el solar de la antigua escuela del barrio, construida en 1924.
- Ermita de Ntra. Sra. de las Nieves o de Campo: También en el barrio de Cuevas, fue asimismo posesión del monasterio de Valvanera, estando ubicada próxima a su Palacio, en un edificio, ahora vivienda, de la manzana sur de la plaza Sol, antes Campo, limítrofe con el arranque de la calle Fuente de la Villa. Tras la desaparición del señorío a partir de 1660 pasó a propiedad municipal, que con el tiempo terminó vendiéndola. En el Catastro de Ensenada, 1751, aún estaba operativa. En su festividad, 5 de agosto (la virgen Blanca), Anguiano y algún pueblo limítrofe (Matute) honraban su devoción con una romería al santuario de Valvanera.
- Rollo Jurisdiccional: Se colocaba en el extrarradio del pueblo, en este caso a la salida del barrio de Eras. Este servía como símbolo de servidumbre y sometimiento en su fase feudal durante el siglo XIV. Ya en el Catastro de Ensenada (1752) no se lo menciona como construcción, sino como topónimo. Actualmente solo queda como referencia toponímica el nombre de la calle que lo refleja en Eras.

## Fiestas locales

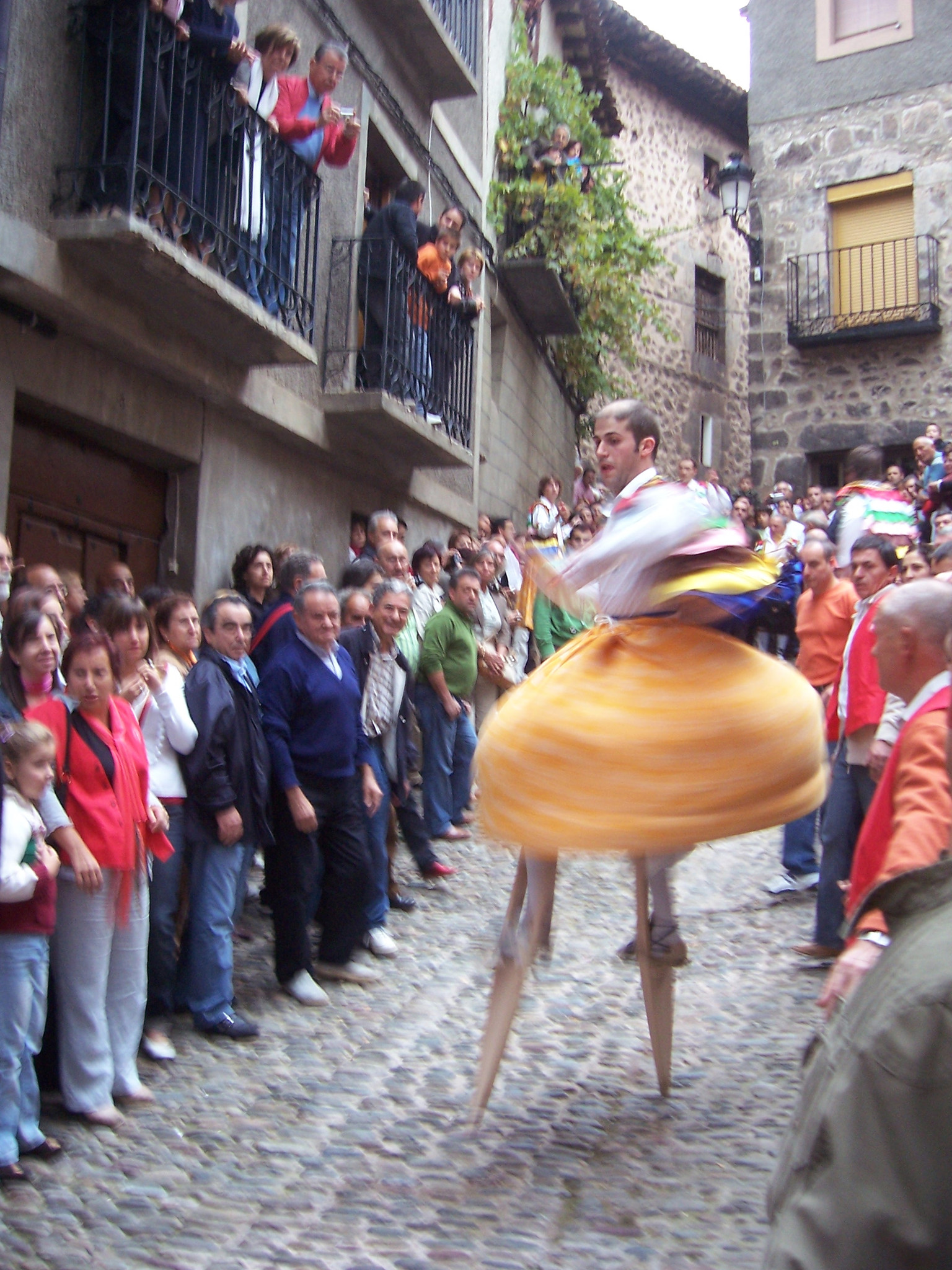
Danzador de Anguiano

- Cabalgata de Reyes: En Anguiano, los reyes vienen a caballo por la noche por el monte, guiados por un séquito de antorcheros que les preceden y les llevan hasta el pueblo. La gente de Anguiano lo ve desde el pueblo y esperan su llegada, cuando llegan les acompañan por las calles del pueblo hasta la iglesia donde proceden a entregar los regalos a los niños.
- San Antón: El 17 de enero se celebra San Antón, los niños se disfrazan de pastores y recorren el pueblo al grito de ¡San Antón, la gallina pon!, de manera que van pidiendo por las calles del pueblo huevos, chorizos o dinero, para al final de la tarde hacer una gran merienda que se acompaña con diversos juegos.
- Fiesta de la Empanada: El jueves de Pasión, el anterior a Domingo de Ramos, se realiza una romería a la Ermita de la Magdalena, donde se celebra una misa, se recogen los ramos para la procesión del Domingo, y se celebra este día comiendo la tradicional empanada de pan, huevo y chorizo en la pradera de la ermita. Esta fiesta parece tener su origen en la celebración de la Conversión de Sta. María Magdalena, en la que se realizaba misa y romería hasta la ermita dónde tras la misa habitualmente se degustaban las empanadas, aunque con el tiempo se perdió la denominación de la Conversión.[12]
- Semana Santa: La Semana Santa en Anguiano tiene diversos actos y tradiciones durante toda la semana, en ella es muy importante el papel que realiza la Cofradía de la Vera Cruz de Anguiano, la cual organiza y realiza varios actos.
  -  Jueves Santo: Se realiza una procesión que recorre los barrios de Eras y Mediavilla, a manos de la Cofradía de la Vera Cruz de Anguiano en la que se llevan 4 pasos, la Virgen Dolorosa, el Ecce homo (Jesús llevando la Cruz), la Santa Marta y el Cristo de la Caña, este último habitualmente lo portan los niños y jóvenes de la localidad. En esta procesión se realiza un viacrucis de la Pasión, se realiza a las 9:30 de la noche, por lo que la oscuridad de las calles, acompañado de la estrechez de las calles da una gran sobriedad a la misma.
  - Viernes Santo: Se realiza otra procesión por Mediavilla, de manos de la misma Cofradía con los pasos de la Dolorosa, el Santo Sepulcro y la Santa Marta. Durante la procesión, durante su paso por Los Casales se realiza el Encuentro entre el Sepulcro y la Dolorosa, donde se canta una Salve a la Virgen. Tanto el Jueves Santo como en Viernes Santo es tradicional que tras la procesión la gente baje a la Plaza Mayor a disfrutar del Zurracapote que hace la Cofradía.
  - Domingo de Resurrección: Se hace un "pasacalles" a cargo de la Cofradía con un Judas de paja y cartón, relleno de petardos, vestido con harapos sobre una burra, y se pide dinero por las calles para la cofradía. Tras la misa de 13:00 se quema al Judas en la Plaza Mayor donde los niños esperan impacientes a que tiren caramelos desde el Ayuntamiento mientras se quema al Judas (Fiesta del Judas).
- Romería a la ermita: Se realiza el domingo anterior a la Ascensión, en esta fiesta se baja a la Virgen de la ermita a la iglesia dónde estará hasta su subida en septiembre. Este día se come en los alrededores de la ermita y bailan los danzadores mientras bajan a la santa al pueblo.
- San Juan: día 24 de junio. Se hace una chocolatada en el barrio de Cuevas del que es el patrón.
- San Pedro: día 29 de junio. Se hace una chocolatada en el barrio de Eras del que es el patrón.
- La Magdalena: patrona del pueblo, se celebra cada 22 de julio. Las fiestas, declaradas Bien de Interés Cultural de carácter inmaterial, duran una semana aproximadamente y en ellas se realiza la famosa danza de los zancos en la que ocho mozos vestidos con unos trajes característicos, se tiran sobre unos zancos de 45 cm dando vueltas sobre una cuesta empedrada llamada Cuesta de los danzadores, este ritual se realiza 2 veces al día a las 2 y a las 8 de la tarde, durante dos días consecutivos. Aparte de la danza, también están los troqueaos en los que los danzadores ya sin zancos, hacen un baile con unas varas, las cuales las van chocando unas con otras. También hay misa y procesión acompañada de los danzadores por las calles del pueblo.
- Santiago: día 25 de julio. Las familias y los amigos van todos a comer al río.
- La Virgen del Carmen: día 16 de julio. Se celebran juegos infantiles y se prepara chocolate en el arco de dicha Virgen.
- Romería a Valvanera: Se realiza el 15 de septiembre, el día de la Cruz de septiembre. Antiguamente se realizaba la romería andando para lo que había que salir de madrugada, o en burro, o en carros, que con los años se sustituyeron por camionetas y autobuses. Se celebra una misa en el monasterio, una procesión y una comida para todos los romeros.[13]
- Acción de Gracias: último sábado de septiembre y domingo siguiente.
- Festival de la Alubia: Mercado en el que se venden productos típicos de la localidad como es la Alubia de Anguiano de gran calidad, garbanzos, lentejas... A la alubia está dedicado este festival ya que ha sido siempre el alimento básico de la localidad. En la plaza del pueblo este día se preparan caparrones con tocino, chorizo y guindillas para todo aquel que quiera, están elaborados por las mujeres del pueblo por lo que es de lo más natural y tradicional. Este mercado transcurre durante toda la mañana y el mediodía.

FIESTAS DESAPARECIDAS
- Santa Águeda: Se celebraba el 5 de febrero. Se celebraban los Quintos y por ello se juntaban los jóvenes que cumplían 18 años ese año, vestidos de militares pedían dinero por las calles para preparar verbenas y conciertos. Esta celebración tiene origen en el sorteo de Quintos en el que los jóvenes que cumplían la mayoría de edad tenían que ir a hacer el servicio militar.
- Ferias de Ganado: Las ferias se realizaban del 16 al 18 de septiembre. Dos días después de la romería a Valvanera, se realizaban en las eras de las Viñas Bajas las ferias de ganado, en dónde ganaderos, carniceros y tratantes de toda la sierra y el valle venían a comprar y vender cabezas de ganado, sobre todo ovino, vacuno, caprino y equino. Casi todas las familias de la zona (Anguiano, Matute, Pedroso, Ledesma...) criaban corderos y terneros para venderlos en dicha feria, por lo que era una fecha muy señalada en el calendario de los zarrios. La importancia ganadera de esta zona hacía de esta feria una de las más importantes de la Rioja Alta. Además se preparaban bailes y verbenas, y algunos bares del pueblo montaban puestos donde vender vino a los visitantes.[14]
- San Andrés: Se celebraba el 30 de noviembre. Es el patrón del municipio, por lo que antiguamente por su festividad se realizaban vísperas, misa y bailes en los distintos cafés de la localidad. Por su fecha, en la que suele hacer frío y tras la fuerte despoblación de los años 70, poco a poco dejó de celebrarse.

## Economía
Sector primario

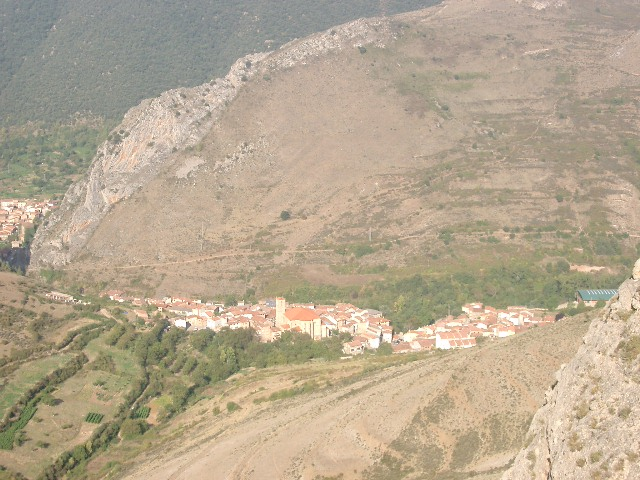
Vista de Anguiano, enclavado en el valle del Najerilla

Anguiano siempre ha tenido una tradición ganadera, destacando el ovino y el vacuno, pero también encontramos rebaños caprinos y equinos. La agricultura en el pueblo es escasa, toda ella regadío; destacan el caparrón y la alubia blanca, que son dos productos abundantes y de gran calidad en esta localidad, por ello se les dedica un festival en su honor "El Festival de la Alubia", que se celebra entre octubre y noviembre, y es famoso en toda la región. En el año 2013 se comenzó la profesionalización del cultivo de la alubia con la creación de la Asociación Profesional de Cultivadores de la Alubia de Anguiano. En el año 2020 la comunidad autónoma de La Rioja inició el proceso para distinguir a la alubia o caparrón rojo de Anguiano, por su gran calidad, forma de cultivo, entre otras características, con el distintivo de Denominación de Origen Protegida Alubia de Anguiano por la variedad "El Encinar" y finalmente en el año 2022 ha sido reconocida por la Unión Europea.
En Anguiano también hay una destacada caza de jabalíes y de corzos, hallándose otras especies. La extracción forestal también es importante ya que la mayor parte del término municipal son bosques, tanto de hayas, como de robles y encinas.
Sector secundario
El sector industrial es el más escaso en el municipio, la falta de comunicaciones y la situación orográfica ha lastrado la industria en las últimas décadas. A principios de siglo XX sí que podemos decir que Anguiano poseía un pequeño sector industrial, principalmente vinculado a la extracción de madera y las industrias derivadas de la misma, ya que existían serrerías, fábricas de muebles, fábricas de hormas y palas, empresas carboneras... pero también era muy importante la producción de electricidad, ya que en Anguiano contaba con las centrales de: El Pilar, construida por la familia García-Baquero en 1900 sobre un antiguo molino harinero; Electra Recajo, construida en 1921; Salto de la Retorna, construida en 1945; Las Cuevas, en el río Najerilla, construida por Saltos Eléctricos del Najerilla en 1955, la pequeña Central de Valvanera que a día de hoy todavía abastece al Monasterio y la Central Najerilla, sobre el mismo río, construida por Iberduero en 1986.  Estas sociedades acaban confluyendo en Iberdrola: Electra Recajo se integró en Hidroeléctrica Recajo, y El Pilar de Anguiano, pasa a formar parte de Saltos Eléctricos del Najerilla; finalmente la Electra de Logroño se quedó entre 1966 y 1992 con todas las centrales de la Cuenca del Najerilla.
Actualmente siguen en funcionamiento todas las centrales hidroeléctricas mencionadas, lo cual da vigor económico al municipio pero ya no requieren de trabajadores fijos en ellas por lo que laboralmente no aportan a la economía local. Por otro lado la industria maderera se hundió entre las décadas de los años 70 y 80, con lo que se cerraron la totalidad de las empresas relacionadas con este sector, quedando en la actualidad algunas pequeñas empresas relacionadas con la leña para hogares.
Sector servicios
El pueblo cuenta con numerosos servicios orientados principalmente a la hostelería, pero también comerciales y asistenciales. La oferta hostelera es variada ya que cuenta con una casa rural, un albergue municipal Isla, varios alojamientos de apartamentos rurales, dos hoteles con restaurante y bar; el Valdevenados y el situado en el monasterio de Valvanera, y cuatro bares (aparte de los mencionados anteriormente) Hogar del Jubilado, Bar Zabala, Bar Mari Jose, Bar La Herradura, un bar-restaurante de carretera La Cañada.
En el apartado asistencial o de servicios sociales se sitúan una consulta del médico, una farmacia y una residencia de ancianos Fundación Hnos. Sánchez Torres, que es uno de los principales motores económicos y laborales del municipio.
La parte comercial la completan un pequeño supermercado Udaco, un obrador artesanal de quesos y panadería Quesos Tres Puentes, un obrador artesanal de mermeladas La Casa de la Mermelada, un picadero de caballos Los Valles y una peluquería.

## Deportes

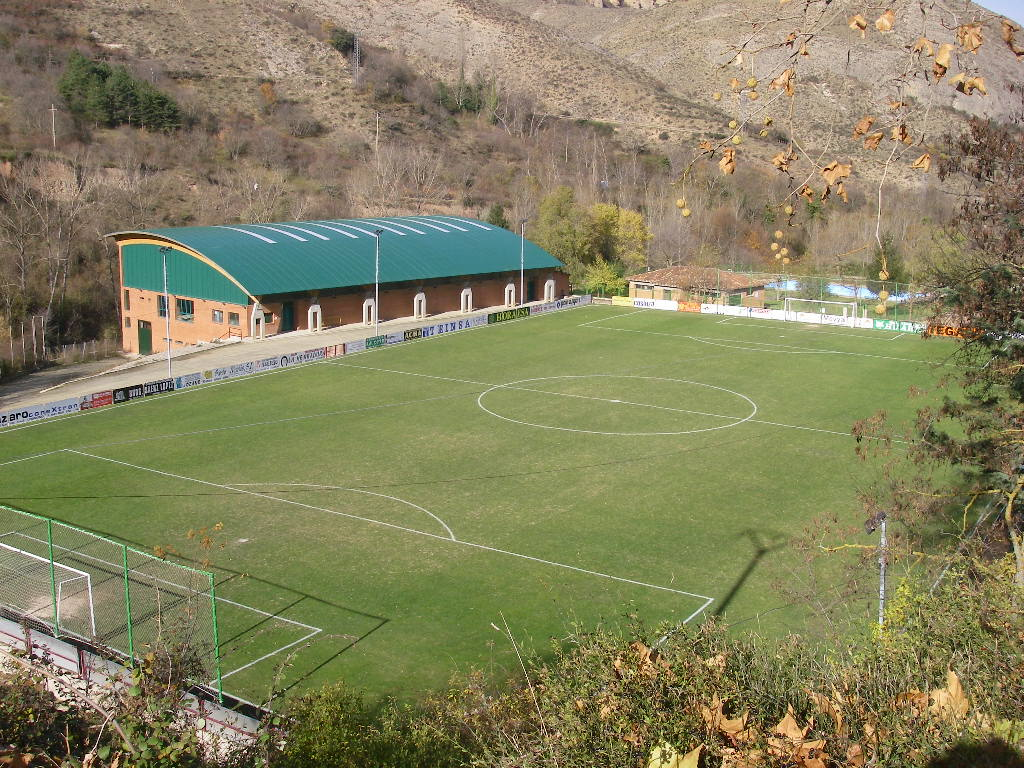
Vista del campo del CD Anguiano

En el municipio hay una gran abundancia y variedad de senderos, caminos y pistas forestales, tanto por el monte, como por la vera de los múltiples ríos, por lo que tiene gran importancia la práctica del senderismo. Por ello se creó una Asociación Senderista de Anguiano, la cual prepara anualmente una marcha multitudinaria por los montes de Anguiano en la que participa gente de toda España.
Anguiano también tiene un equipo de fútbol, el Club Deportivo Anguiano, fundado en 1999. Juega en las instalaciones de Isla (con una capacidad de 1000 personas), junto al Río Najerilla. En la temporada 2008/09 compite en la Tercera División de España. Ha conseguido durante cinco temporadas seguidas 2006/07, 2007/08, 2008/09, 2009/10 y 2010/11 competir en las eliminatorias de ascenso a 2ªB, contra el R.C.D. La Coruña B, contra la Real Balompédica Linense, contra el Castillo C.F., contra el Club Portugalete y contra el C.D. Novelda, y tras vencerle pasó a la siguiente ronda jugando contra el Xátiva.
Anualmente, el último sábado de abril se realiza una marcha nocturna a pie de unos 63 km que parte de Logroño hacia el Monasterio de Valvanera, conocida como la Valvanerada. La localidad colabora en su organización repartiendo avituallamiento y realizando un control.

## Asociaciones
Hay diez Asociaciones:
- Asociación Parroquial de Cofrades de la Vera Cruz "Diácanos": Es la más antigua del municipio, es la Cofradía encargada de organizar los actos y procesiones de Semana Santa.
- Asociación de Cazadores "Sta. María Magdalena": Surge en 1973 es la asociación que agrupa a los cazadores del pueblo y es la encargada de organizar las batidas del municipio.
- Asociación de Ganaderos "Las Cuevas": Fundada en 1992, agrupa a los Ganaderos de ovino, vacuno, equino y caprino del municipio, y permite entre otras cosas la organización de los pastos y de subvenciones. Se podría considerar como la heredera de la antigua "Hermandad Sindical de Labradores y Ganaderos" de Anguiano.
- Asociación Cultural "Aidillo": Fundada en 1996 por un grupo de jóvenes y el párroco Gerardo, es la asociación más numerosa y activa del pueblo, organiza la Semana Cultural, actividades en las Fiestas del pueblo, el festival de la Alubia, y actividades durante todo el año. Además redacta la Revista "Aidillo" la cual lleva años contando la actualidad del pueblo así como numerosos artículos de opinión y divulgación cultural.
- Asociación de la Tercera Edad "La Magdalena": Fundada en 1996, agrupa a los jubilados de la localidad realizando comidas, cenas, viajes y actividades para la tercera edad.
- Asociación Senderista de Anguiano: Creada en el 2000 organiza numerosas excursiones por los montes en verano, así como la famosa Marcha Senderista de Anguiano, y realiza veredas y actividades para recuperar y mantener los caminos y senderos del municipio.
- Asociación de la Danza: Surgida en diciembre de 2001, es la encargada de fomentar y organizar la Danza de Anguiano, investigar acerca de ella, así como organizar actividades alrededor de ella.
- Asociación de Madres y Padres de Anguiano (AMPA): Fundada en el 2008 es la asociación que reúne a los padres y madres de los alumnos del colegio de Anguiano, son los encargados de realizar viajes, actividades, la ludoteca, y demás cosas para los niños.
- Asociación de Cultivadores de Alubia de Anguiano: Se crea en 2014 para asociar a los agricultores de la famosa Alubia de Anguiano y así fomentar el cultivo y comercio de la misma.
- Peña Los Zancos: Surgida en 2015 es la asociación Juvenil formada para organizar y fomentar actividades, degustaciones, cenas durante las fiestas del pueblo, y durante todo el año.

## Personas ilustres
- Mateo Anguiano Nieva: Eclesiástico conocido por sus obras sobre historia.
- Juan García Baquero: Funda en 1627 la primera Capellanía de Anguiano. La dota con 650 ducados.
- Capitán Velasco: Capitán del ejército español. Estuvo al frente del castillo de Trejo, del Estado de Milán. Falleció el 16 de diciembre de 1639.
- Juan de Murga y Moreno (fl.1617): Miembro del consulado del Reino de Perú desde 1707.[18]
- Matías Martínez de Murga: Caballero del Orden de Santiago y Prior del Consulado de Sevilla. Falleció en agosto de 1678.
- Juan de Dúo y Montoya: Caballero del Hábito de Santiago. Es Capitán de Mar y Guerra del Galeón "San Diego de Alcalá" de la Real Armada del Mar Océano.
- José Bezares Rueda: Nacido en 1688, en el número 2 de la Calle de Umbría de Anguiano. Fue el fundador de la Escuela Gramática de Anguiano. Tuvo explotaciones mineras y comerciales en las Indias.
- Andrés de Soto y de la Fuente (1649-1714):  Estudió en el Colegio Mayor Santa Cruz entre 1669 y 1672, siendo en 1674 nombrado Rector de dicho Colegio, y siendo nombrado Rector de la Real Universidad de Valladolid en 1678. Fue Inquisidor en Toledo en 1686 hasta 1696, cuando fue nombrado Inquisidor de la Corte. Fue consagrado en diciembre de 1705 como Obispo de Osma, donde ejerció de obispo entre 1706 y 1714.
- José Hipólito de Urrutia y Ceballos: Arcediano titular de S.ª M.ª Burgo de Osma y Beneficiado de la Villa de Anguiano. Fue conocido por su implicación en la construcción del retablo de dicha catedral en 1769, y por ser el artífice de la reconstrucción de la misma tras un gran incendio que la asolo en 1779, en lo que costeó los gastos de todos los nuevos altares y retablos, conociéndole como el "reedificador".
- Fray Pedro de Navarrete: Provincial de los Franciscanos. Secretario General de todas las Provincias del Santo Evangelio de Nueva España (México)
- Blas García Hernández (1851-1902): Nacido en Anguiano el 2 de octubre de 1851, fue un Capitán del Ejército en la Guerra de filipinas, siendo uno de los llamados "Últimos de Filipinas". Esto se debe a que aunque no estuvo entre los que lucharon en Baler, sí que estuvo en las islas detenido hasta 1900 por el gobierno del presidente tagalo Emilio Aguinaldo. Falleció en Huelva a su regreso de Filipinas el 17 de junio de 1902.
- Pedro García Fernández: Fundador de la prestigiosa librería y editorial argentina Librería El Ateneo. Nacido en Anguiano, emigró a Argentina con su hermano Manuel, donde residía su hermano Martín, siendo este último el que les enseña y les da trabajo en su librería La Normal en La Plata. Posteriormente ambos hermanos deciden fundar la librería El Ateneo ya en Buenos Aires, llegando a ser la librería más importante de Hispanoamérica.
- Martín García Fernández (1869 - 1949): Es hermano mayor de Pedro García, maestro de carrera, viajó a Argentina con anterioridad y fue el primero de los hermanos en fundar una librería La Normal en la ciudad de La Plata, de donde posteriormente surgiría El Ateneo. También fundó la librería La Librería Hispano Americana, en la Calle Rivadavia 581 de Buenos Aires, frecuentada por diversos intelectuales argentinos. Fundó en 1903 junto a otros intelectuales el centro republicano español de Sur América, siendo además nombrado cónsul honorario de España en La Plata y oficial de la Orden de la República, por la República Española.[19]
- Santiago García-Baquero y Ocio (fl.1870 - 1934): Fundador de la Compañía eléctrica Electra Pilar de Anguiano, compañía fundada en el año 1900 y que suministraba electricidad a once municipios riojanos, incluido Anguiano, dónde tenía su sede y la principal central hidroeléctrica. La fundación de esta compañía dotó al municipio de Anguiano de alumbrado público y electricidad en el año 1901. Además, fue diputado provincial por Logroño en varias legislaturas, senador por elección en las legislaturas de 1918, 1919-1920, 1921-1922, y nombrado senador vitalicio hasta 1923, cuando fue disuelto el Senado. Falleció en Logroño en 1934, y fue enterrado en el panteón familiar de Zarratón, de dónde era originaria su familia materna.[20][12][21][17]
- Segundo Sánchez Torres: Benefactor y cofundador, junto a su hermana María, de la Fundación Benéfica Hnos. Sánchez Torres, mediante la cual fueron benefactores de la construcción en 1944 las Escuelas Benéficas situadas en Anguiano, de carácter benéfico-privado y religioso, y que han funcionado hasta el año 2008 (año en el cual se han derribado para la construcción de una nueva residencia de la 3.ª edad). Además de las escuelas, en 1954 también fundan la residencia de la Tercera Edad de la Fundación Hnos. Sánchez Torres, también situada en Anguiano. Para la gestión de ambas entidades nombran en 1948 patronas de la fundación a las Hijas de la Caridad, que han gestionado dicha fundación hasta el año 2006. Para dotar de músculo económico a la fundación donan 25.000 pesetas, así como varias propiedades inmobiliarias y agrícolas situadas en el municipio.[22]
- María Sánchez Torres: Benefactora y cofundadora, junto a su hermano Segundo, de tanto las antiguas Escuelas Benéficas Hnos. Sánchez Torres, como de la residencia de la Tercera Edad de la Fundación Hnos. Sánchez Torres ambas situadas en Anguiano. La Fundación y las escuelas se crearon en 1944, y comenzó a dar cuidados a personas mayores en 1954.